# José Vanackere
José Vanackere (* 21. Juli 1950 in Menen) ist ein ehemaliger belgischer Radrennfahrer.

## Sportliche Laufbahn
Vanackere war im Straßenradsport aktiv. Als Amateur gewann er den Vlaamse Pijl 1971 und wurde Zweiter im Circuit Franco-Belge. Er gewann eine Reihe von Eintagesrennen. 1972 gewann er eine Etappe in der Belgien-Rundfahrt für Amateure und im Circuit Franco-Belge.
Von 1972 bis 1985 war er Berufsfahrer. 1972 war er im Rennen Kattekoers erfolgreich. 1973 gewann er den Omloop der Zuid-West-Vlaamse, 1974 den Omloop Mandel-Leie-Schelde Meulebeke, 1976 den Grote Prijs Marcel Kint, 1985 den Gullegem Koerse.
Zweiter wurde er 1973 im Kampioenschap van Vlaanderen, 1974 in den Rennen De Kustpijl und Omloop van het Houtland, 1975 im Omloop van het Zuidwesten. Dritter wurde er im Omloop Schelde-Durme 1974, im Kampioenschap van Vlaanderen 1975.